# Paul Thompson (1er baron Wenlock)
Pour les articles homonymes, voir Paul Thompson.
Paul Beilby Lawley Thompson, 1er baron de Wenlock (1er juillet 1784 – 9 mai 1852), né Paul Beilby Lawley, est un aristocrate anglais et un homme politique Whig.

## Biographie
Thompson est né Paul Beilby Lawley, le plus jeune fils de Robert Lawley (5e baronnet) et Jane Thompson.
En 1820, il hérite du domaine d'Escrick dans le Yorkshire de son oncle, Richard Thompson, et change son nom en Paul Beilby Thompson. Il entre au Parlement pour Wenlock, dans le Shropshire en 1828, et conserve cette fonction jusqu'en 1832. Il est ensuite député pour le Yorkshire de l'Est jusqu'en 1837. En 1839, il est créé baron Wenlock, de Wenlock dans le Shropshire, un titre précédemment détenu par son frère aîné, Robert, qui meurt sans descendance. Lors de l'Anoblissement, il reçoit l'autorisation de changer son nom en Paul Beilby Lawley, Thompson, en permettant à ses héritiers de porter seulement le nom de famille de Lawley.
Il épouse Caroline Neville (d. 1868), fille de Richard Griffin (2e baron Braybrooke), avec qui il a cinq enfants :
- Beilby Lawley (2e baron Wenlock) (1818-1880)
- Robert Neville Lawley (30 août 1819 – 1er novembre 1891), capitaine dans le 2e Life Guards et, plus tard, historien militaire, marié à Georgina Emily Somerset, fille de Lord Edward Somerset, mort sans descendance
- Stephen Willoughby Lawley (1823 – c. 1901), recteur à Escrick 1848-1868 et sous-doyen d'York 1852-1862[3].
- Francis Charles Lawley (1825-1901), journaliste et homme politique
- Jane Lawley (en) (1820 - 1900), mariée à James Archibald Stuart-Wortley[4]